# Shangbazhai
Shangbazhai (kinesiska: 上八寨乡, 上八寨) är en socken i Kina. Den ligger i provinsen Sichuan, i den sydvästra delen av landet, omkring 240 kilometer nordväst om provinshuvudstaden Chengdu. Antalet invånare är 2 220. Befolkningen består av 996 kvinnor och 1 224 män. Barn under 15 år utgör 20,0 %, vuxna 15-64 år 69 %, och äldre över 65 år 9,0 %.
Genomsnittlig årsnederbörd är 1 063 millimeter. Den regnigaste månaden är juli, med i genomsnitt 203 mm nederbörd, och den torraste är december, med 5 mm nederbörd.